# Дворец Сан-Хосе
Дворец Сан-Хосе (исп. Palacio San José) — резиденция бывшего президента Аргентины Хусто Хосе де Уркиса в 1854—1860 годы. В настоящее время дворец является национальным монументом и музеем Уркиса.
Дворец расположен в сельской местности в 23 километрах от города Консепсьон в аргентинской провинции Энтре-Риос. Дворец спроектировал архитектор Педро Фоссати, и возведен в период между 1848 и 1858 годами.
Дворец Сан-Хосе является образцом итало-аргентинской архитектуры середины XIX века. На первом этаже размещается 38 комнат, среди которых архив, библиотека, игровая комната, большая столовая, кухня, часовня, а также два смотровые площадки. В архивах хранятся важные исторические документы, антиквариат и картины. Здание было первым в стране, которое имело полную систему водоснабжения. По трубам поступала вода из реки, которая находится в двух километрах от дворца. Дворец также служил резиденцией для проведения международных встреч и переговоров: здесь подписывались важные международные соглашения, а также принимались влиятельные зарубежные гости и делегации.
Уркис был убит во дворце 11 апреля 1870 года сторонниками Рикардо Лопеса Хордана, диссидента-федералиста. Кровавые отпечатки его рук до сих пор сохранились в кабинете, где его убили.
Дворец был объявлен национальным памятником 30 августа 1935 года.